# エアポート'98
『エアポート'98』（Mercy Mission:The Rescue of Flight 771）は、1993年にアメリカ合衆国で放送された、実話を基にしたテレビ映画である。日本では、1994年7月23日NHK総合テレビジョンにて『遭難機771を救え!』のタイトルで放映された。その後、標記タイトルで、アルバトロス・フィルムよりNHK放送当時の日本語吹替を収録して、VHSおよびDVDが発売されている。アメリカでの初回放送は1993年12月13日。

## あらすじ
元海軍の操縦士のジェイは、収入の安定した定期便のパイロットを嫌い、「空飛ぶ何でも屋」を自称して仕事をしていた。しかし、生計を立てていた妻エレンが妊娠し、経済的に厳しい状況となる。そんな彼に、「大金が手に入る」仕事が舞い込んでくる。小型機を操縦し、届ける仕事であった。しかしその仕事はかなりの危険を伴うという。エレンの反対を押し切って、彼は友人のフランクと共に、セスナ機二機を空輸することになった。
そしてフライト最終日。長時間の飛行に備えるため、ジェイは早朝4時に離陸を予定していた。だが友人のフランクが離陸に失敗し、ジェイは単身、ノーフォーク島に向かうことになった。
だが機器の故障でジェイはコースを外れ、管制塔に緊急事態を宣言。悪いことに嵐が迫っていた。管制塔は近くを飛行していた旅客機、オークランド航空308便に、セスナ機の捜索に協力するよう指示、308便はコースを外れてセスナ機の捜索を始める。

## キャスト
※括弧内は日本語吹替
- ジェイ・パーキンス - スコット・バクラ（菅生隆之）
- ゴードン・ヴェッティ - ロバート・ロッジア（瑳川哲朗）
- エレン・パーキンス - レベッカ・リグ（島本須美）
- フランク - アラン・フレッチャー（牛山茂）
- ハリー・ハンソン - ロバート・ベネデッティ（外山高士）
- ウォーレン・バンクス - キット・テイラー（池田勝）
- ラッセル・マン - マイケル・ビショップ（大塚芳忠）
- ハドソン - スティーヴン・タンディ（佐古正人）
- ヴァネッサ・クロス - スージー・マッケンジー（塩田朋子）
- ヒラリー・ヴェッティ - サラ・ケンプ（沢田敏子）

## スタッフ
- 監督：ロジャー・ヤング
- 製作：デレク・カバナフ
- 脚本：ジョージ・ルビノ、ロバート・ベネデッティ